# Smolniki Powidzkie
Smolniki Powidzkie (prononciation : [smɔlˈniki pɔˈvit͡skʲɛ]) est un village polonais de la gmina de Powidz dans le powiat de Słupca de la voïvodie de Grande-Pologne dans le centre-ouest de la Pologne.
Il se situe à environ 7 kilomètres au nord-est de Powidz (siège de la gmina), à 21 kilomètres au nord-est de Słupca (siège du powiat) et à 74 kilomètres à l'est de Poznań (capitale régionale).

## Histoire
De 1975 à 1998, le village faisait partie du territoire de la voïvodie de Konin.

Depuis 1999, Smolniki Powidzkie est situé dans la voïvodie de Grande-Pologne.